# Pepsiman

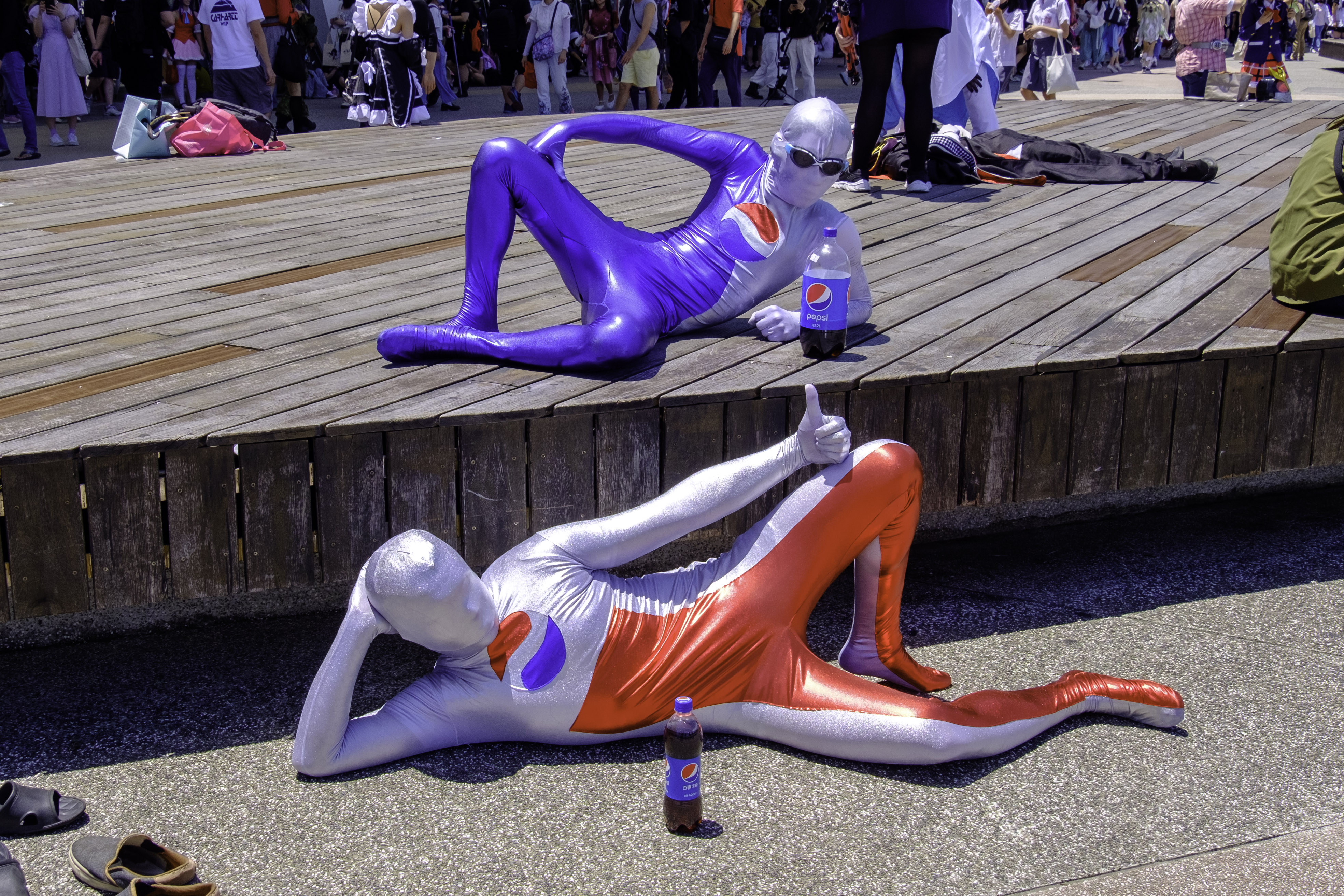
Cosplayer in Pepsiman-Kostümen (2023)

Pepsiman ist eine Werbefigur der Marke Pepsi, die als Superheld auftritt und sich damit an bekannten Figuren wie Superman orientiert. Der Charakter wurde in den 1990er-Jahren entwickelt und war ausschließlich in Japan präsent. Über ihn wurden mehrere Werbespots sowie ein gleichnamiges Computerspiel für die PlayStation veröffentlicht. In einigen Clips ist ebenfalls die weibliche Version, Pepsiwoman, zu sehen. Bereits in dem 1996 veröffentlichten Acarde-Fighting-Game Fighting Vipers ist er als Spielcharakter integriert. Zudem wurden mehrere Merchandising-Artikel zu der Figur veröffentlicht und auch in der Netzkultur wird Pepsiman erwähnt. Entwickelt wurde die Figur von dem kanadischen Designer Travis Charest im Jahr 1994.

## Computerspiel
Am 4. März 1999 wurde ein gleichnamiges Computerspiel von Kindle Imagine Develop (KID) in Japan für die PlayStation veröffentlicht. Es zeigt die Titelfigur, wie sie Hindernissen ausweicht und Pepsiflaschen einsammeln muss, um Punkte zu erhalten, während sie automatisch läuft und ist damit einer der ersten Auto-Runner-Spiele. Die Level basieren alle auf realen Orten wie San Francisco und New York City. Das Spiel wird aus der Perspektive der dritten Person gespielt.  Obwohl eine amerikanische Version geplant war, wurde das Spiel nie außerhalb von Japan veröffentlicht. Die Sprachausgabe ist allerdings in Englisch. Laut Uchikoshi, dem leitenden Designer, verkaufte sich das Spiel nicht gut. Das Gameplay wurde als einfach und nettes Spiel für zwischendurch beschrieben, welches Ähnlichkeiten mit Crash Bandicoot hat, aber auch bizarr wirkt. Justin Amirkhani von dem US-amerikanischen Magazin Complex verglich das Spiel mit Temple Run und bezeichnet es als das Werbespiel mit den meisten Werbelogos pro Sekunde.